# Sara Rue
Sara Rue, née le 26 janvier 1979 à New York, est une actrice américaine.

## Biographie

### Jeunesse
Sara Schlackman est née le 26 janvier 1979 à New York, dans l'État de New York, aux (États-Unis).

## Filmographie

### Actrice
- 1988 : Rocket Gibraltar : Jessica Hanson
- 1990 : Grand (série télévisée) : Edda Pasetti
- 1992 : Un faire-part à part (Passed Away) : Megan Scanlan
- 1993-1994: Madame et sa fille (Phenom) (série télévisée) : Monica
- 1995 : Family Reunion: A Relative Nightmare (TV) : Jacquelyn
- 1995-1996 : Minor Adjustments (en) (série télévisée) : Darby Gladstone
- 1996 : Liaison impossible (For My Daughter's Honor) (TV) : Kimberly Jones
- 1998 : Nowhere to Go de John Caire
- 1998 : Big Party (Can't Hardly Wait) : Earth Girl
- 1999 : A Slipping-Down Life (en) de Toni Kalem : Violet
- 1999 : Une carte du monde (A Map of the World) : Debbie
- 1999-2001 : Popular : Carmen Ferrara (43 épisodes)
- 2001 : Pearl Harbor :  l'infirmière Martha
- 2001 : Gypsy 83 : Gypsy Vale
- 2002 : Le Cercle (The Ring) : Babysitter
- 2002-2006 : Less Than Perfect : Claude Casey (81 épisodes)
- 2003 : This Time Around (en) (TV) : Gabby Castellani
- 2005 : Barbara Jean : Barbara Jean (+ productrice)
- 2006 : Danny Roane: First Time Director : Charlotte Louis
- 2006 : Idiocracy : Ministre de la Justice (procureur général des États-Unis)
- 2008 : La Porte dans le Noir (Nightmare at the End of the Hall) : Courtney
- 2008 :  The Big Bang Theory (série télévisée) : Stéphanie (3 épisodes)
- 2008 : Mon oncle Charlie (série télévisée) : Naomi
- 2008 : Leverage (série télévisée) : Marissa Devins
- 2009 : Les Mystères d'Eastwick (série télévisée) : Penny
- 2010 : For Christ's Sake de Jackson Douglas : Candy
- 2010 : Private practice :2 épisodes

- 2010-2013 : Leçons sur le mariage : Brenda (100 épisodes)
- 2012 : Psych : Enquêteur malgré lui (série télévisée) : Amy Alleris
- 2012-2013 : Malibu Country : Kim Lassiter (18 épisodes)
- 2012 : Guys with Kids (série télévisée) : Sheila
- 2014 : Mom (série télévisée) : Candice
- 2015-2016 : Impastor : Dora Winston
- 2016-2017 : Bones (série télévisée) : Karen Delfs
- 2018 : Les Désastreuses Aventures des orphelins Baudelaire (série télévisée) : Olivia Caliban / Madame Lulu
- 2020 : American Pie Présente : Girls Power (American Pie Presents: Girls' Rules) de Mike Elliott : Ellen